# Maison de la Reine Bérengère et maisons voisines
La maison de la reine Bérengère et maisons voisines est un ensemble de bâtiments de la ville du Mans et de la région du Maine.
Autrefois musée, après sa fermeture en janvier 2022 ses collections ont été déplacées au musée de Tessé et au musée Jean-Claude Boulard-Carré Plantagenêt . 
Le bâtiment principal date du XVe siècle et demeure dans un état de conservation remarquable. Il se situe en plein centre de la cité Plantagenêt. Son nom est tiré de Bérengère de Navarre, épouse de Richard Cœur de Lion. Elle fut douairière du Mans, où elle fonda l'abbaye de l'Épau, et vécut avec son mari au palais des comtes du Maine, l'actuel hôtel de ville.

## Localisation et constitution
Situé sur l'ancienne Grande Rue qui desservait au Moyen Âge toute la cité médiévale, qu'il s'agisse des demeures canoniales et aristocratiques, ou bien des ruelles de « bas quartier », l'ensemble est composé de trois maisons à pans de bois dans la rue devenue rue de la reine Berengère. La croyance populaire veut que la reine ait rendu l'âme dans une de ces maisons, ce qui les lia dans leur destinée. Demeure tout à fait bourgeoise pour l'époque en 1230, la maison fut entièrement reconstruite par de riches marchands manceaux, les Véron, à la fin du XVe siècle. Au numéro 9, la maison dite « de l'Annonciation » possède une architecture spécifique. Son nom provient de cette façade toute particulière qu'elle possède. Y sont sculptées des statuettes représentant la Vierge et l'ange Gabriel. Le style y est très clairement italien avec des vases, des arabesques ou des enroulements végétaux. La maison du drapier au numéro 7 possède une très importante sablière sculptée d'un bélier déroulant sa toison dans des ondulations sur lesquelles apparaissent des personnages divers. Le bâtiment est classé au titre des monuments historiques.
La maison a été propriété de la famille de Bellanger, riche famille de commerçants et juriste du Mans. Jehan Bellanger y vivait des 1403. Dans la revue de la société historique du Maine du 1er janvier 1903, page 279, on y voit une description de la maison et des informations sur une succession dans cette famille. L'auteur pense que le nom de la maison est en fait lié à la déformation du nom Bellanger. En effet, la maison date du XVe alors que la reine Bérengère de Navarre a vécu bien avant cette période. 

### La maison auXIXesiècle
Bien avant la naissance du musée, la réhabilitation de la demeure dit de la reine Bérengère répondit à un engouement dix-neuvièmiste du temps des troubadours. La maison fut redécouverte sous un autre angle grâce à une lithographie d'Alexandre Boyot, reprographiée dans un ouvrage du nom de Moyen Âge pittoresque. À l'époque ce qui est censé être l'ancien logis de la reine n'est qu'une simple boutique. Les antiquaires de passage furent nombreux à détériorer la maison à moindre coût : en 1836, l'un d'eux achète huit des somptueuses statuettes extérieures de la demeure pour en faire... des pieds de table ! Néanmoins, la ville du Mans commença déjà à négocier avec les propriétaires des vieilles demeures pour préparer une collection ethnologique du Maine. Mais en 1852 par exemple, c'est le musée de Cluny qui obtient deux cheminées mancelles du début du XVe siècle. Devant cette mutilation sans précédent du quartier historique, le maire d'alors, Louis Cordelet décide de prendre des mesures. mais celles-ci sont tardives. les deux maisons qui forment le musée ne sont classées aux monuments historiques que le 4 juin 1881. Les demeures protégées, le mauvais sort s'acharne de nouveau sur l'édifice puisqu'un feu involontaire attaque l'arrière de la maison Renaissance ainsi qu'une tourelle en bois. Le propriétaire d'alors, mythomane au possible, nomme sa demeure le « palais de la Reine Bérengère ». Plus ou moins chassé par les instances de la ville, il la cède à l'architecte Bastard avant que celui-ci ne la revende à Adolphe Singher, directeur des Mutuelles du Mans, en octobre 1891.
Adolphe Singher devient un amoureux transi de l'architecture de la Renaissance. Son ambition est de redonner au logis son aspect des XVe et XVIe siècles. Pour ce faire, des travaux importants sont entrepris, dont les premiers concernent les dégâts du dernier incendie, ainsi que la charpente de la maison Renaissance. Afin de regarnir la façade sur rues, il retrouve les statues arrachées et rachetées à prix d'or dans un château de l'Orne. Le plus gros problème demeure pour la cheminée, puisqu'il est impossible de priver le musée de Cluny de ses deux cheminées gothiques. Singher finit par obtenir un moulage reproduisant l'une d'elles. Les cercles spécialisés font l'éloge de telles restaurations, à commencer par L'Art pour tous qui offre à ses lecteurs en 1893, deux planches détaillant toute la maison. Adolphe Singher publie en 1898 le catalogue de ses collections : celui-ci fait pas moins de 70 pages. Déjà Singher aime à faire visiter ses collections à qui lui demande. Ce sont là les prémices du musée. La maison devient définitivement celle d'un seigneur âgé de cinq siècles.

## Histoire du musée
Au XIXe siècle, les maisons étaient à l'abandon lorsque l'État les classe « monuments historiques » et qu'elles sont rachetées par un certain Adolphe Singher (1836-1910). À la base, ce sont ses collections personnelles d'œuvre d'art qui résident dans les trois bâtiments. Puis la ville acquiert l'ensemble pour en faire une première salle de présentation, ouverte au public en 1924.

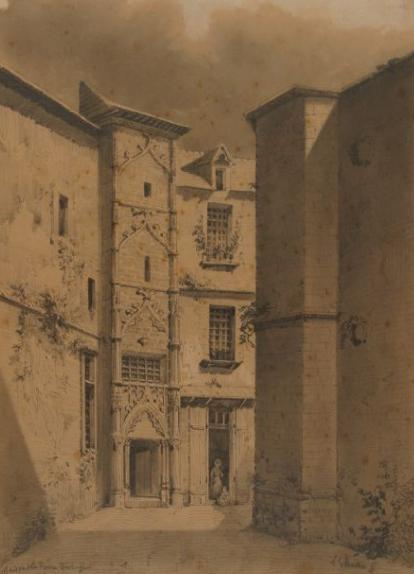
Dessin de la maison de la reine Bérengère par Louis Moullin en 1855

Avant et après la Seconde Guerre mondiale, la ville travaille à en faire un lieu de mémoire locale, notamment par la collecte et l'entreposage d'objets céramiques dont les découvertes sont abondantes au cours de nombreuses fouilles archéologiques dans les départements de la Sarthe et de la Mayenne. Les œuvres du chirurgien-potier Pierre-Innoncent Guimonneau de La Forterie, datant du XVIIIe siècle (1726-1794) ou encore les pichets artisanaux de Louis-Léopold Thuiland sont les fers de lance d'une collection nombreuse. Puis il faut sélectionner le mobilier « typiquement sarthois », qui permettra l'évocation de la vie rurale de la Sarthe, surtout au XIXe siècle, période d'essor du département. 

### La première ouverture et la première collection
Le musée de la Reine Bérengère ouvrit le 14 juillet 1925. De nombreux objets viennent d'un don de la part de madame Liger, veuve d'un grand collectionneur manceau dont la statue orne la cour. les premières collections se composent d'un grand banc seigneurial sur lequel se trouve un dais comme on n'en fait plus. Les coffres de la première pièce regorgent de statues médiévales en tous genres. Se trouve également une vierge de pierre datant du XIVe siècle. En face du banc seigneurial, se trouve une tapisserie de grande ampleur: longue de 4 mètres quarante. Cette tenture date de Louis XII et présente la salle à coucher d'un noble où se trouvent pas moins de 26 convives. Sur le lit nuptial, une femme est sur le point de mourir. 
À l'étage se trouve dans une partie l'oratoire du seigneur, de l'autre la chambre seigneuriale; ces deux parties sont séparées l'une de l'autre par une authentique cloison en bois de panneau gothique. En face de la cheminée, un retable espagnol original datant du XVe siècle prend place. Au centre de la salle, un pupitre présente un authentique livre de chants grégoriens. Dans la chambre du seigneur, on trouve le parfait attirail du chevalier. Au deuxième étage, la grande chambre présente deux cheminées et est la plus représentative de la demeure féodale du XVIe siècle. Au centre de la pièce, un poutre bourguignonne ainsi qu'un lit à colonne cannelée. Le troisième étage est réservé aux objets de petite taille. Cette pièce sera pendant longtemps conservée comme le bureau du collectionneur manceau avec grande table, fauteuil et orfèvrerie exposée.

### Collections

#### Peintures
On y trouvait notamment quatre tableaux du peintre manceau Théodore Boulard, né en 1887. Ce dernier a peint avec un grand réalisme l'atmosphère paysanne propre à l'agriculture du Nord du Mans. Les travaux des champs ou le passage des saisons sont ses thèmes favoris. On trouve ainsi au musée trois huiles sur toile du premier tiers du XXe siècle : La Soupe du soir, Avant la partie de Trut et le Couple de paysans à l'église. Enfin une donation du maire du Mans est survenue en 2006 pour restituer au musée une huile sur carton nommée À la fenêtre. On peut également trouver une huile sur toile d'Émile-Valentin Berthelemy datant de 1893 : Après le café.
On trouve également dans l'ensemble "peintures", une salle spécialement dédiée à la coiffe sarthoise, toute spécifique. La "gouline" est la seule coiffe non représentée sur les tableaux présents. Cependant, on trouve notamment un portrait de Lucie de Loyac, marquise d'Agout peinte par Félicité Hervé. Puis deux portraits de femmes âgées ou de servantes sont notables, par Julien Chappée de 1896 (Portrait de Madeleine Morans) et Théodore Boulard (La Soupe du soir).

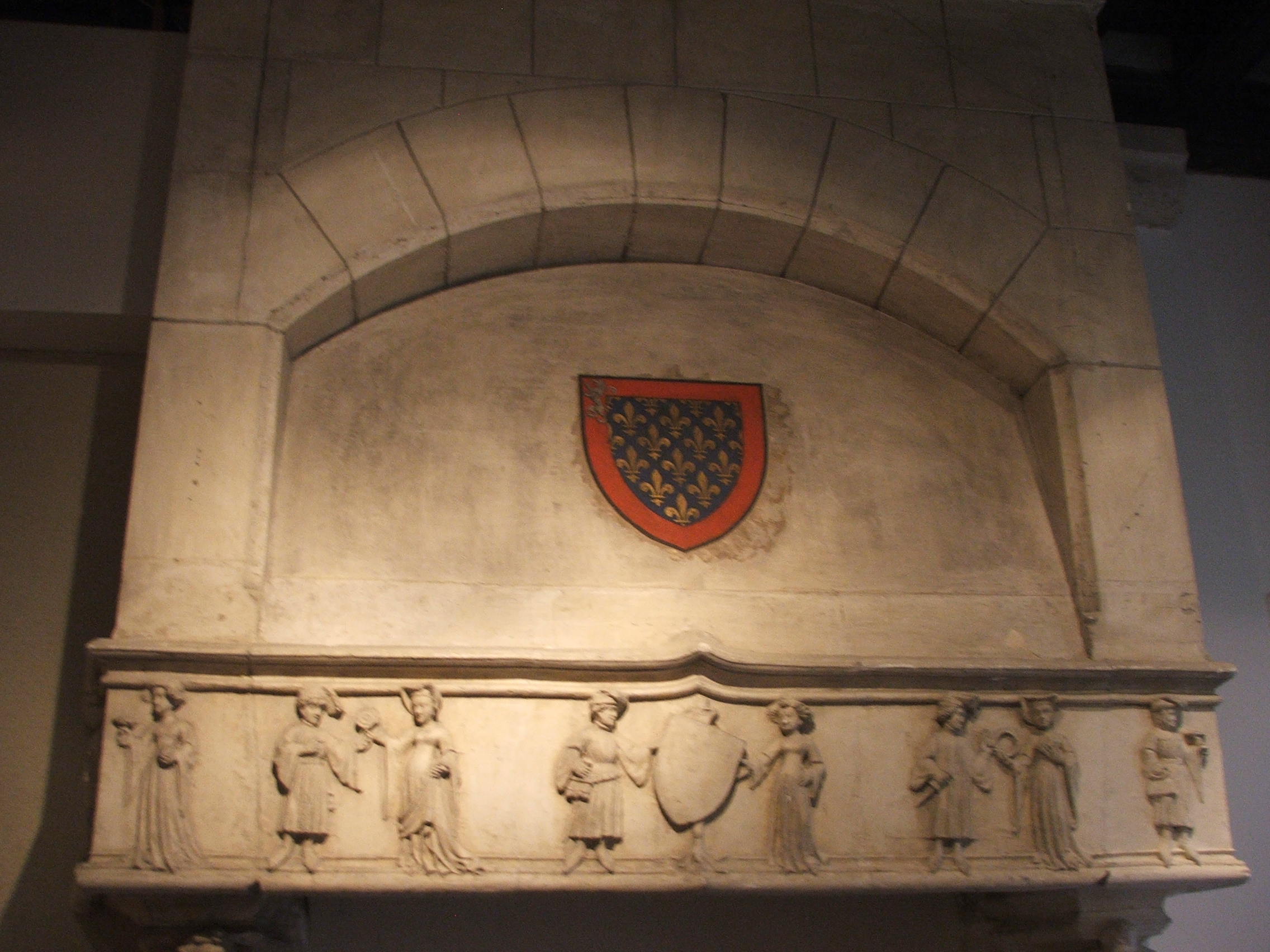
Cheminée bourgeoise traditionnelle

Enfin la vie mancelle et sarthoise du siècle dernier s'articule autour de la mécanisation et de l'industrialisation de la région. Paul Soyer (1823-1903) avait peint toutes les différentes activités d'une fonderie typique du dix-neuvième siècle et ce d'une manière très figée. Le tableau Intérieur de la fonderie Chappée à Antoigné a été racheté à l'ancienne collection Chappée en 1964. L'huile sur toile aurait été peinte entre 1880 et 1885. On peut trouver divers portraits avec notamment un Autoportrait de Julien Chappée peint en 1917. Il fut lui-même le fils du directeur de la fameuse usine Chappée, peinte par Soyer. Il fit de lui-même don du tableau à la ville. Enfin l'œuvre de Charles Eugène Morancé   1872-1935, artiste portraitiste,], représente un Vieil ouvrier manceau. Cette huile sur toile fut peinte cinq ans seulement avant sa mort, soit en 1930.

#### Mobilier et objets

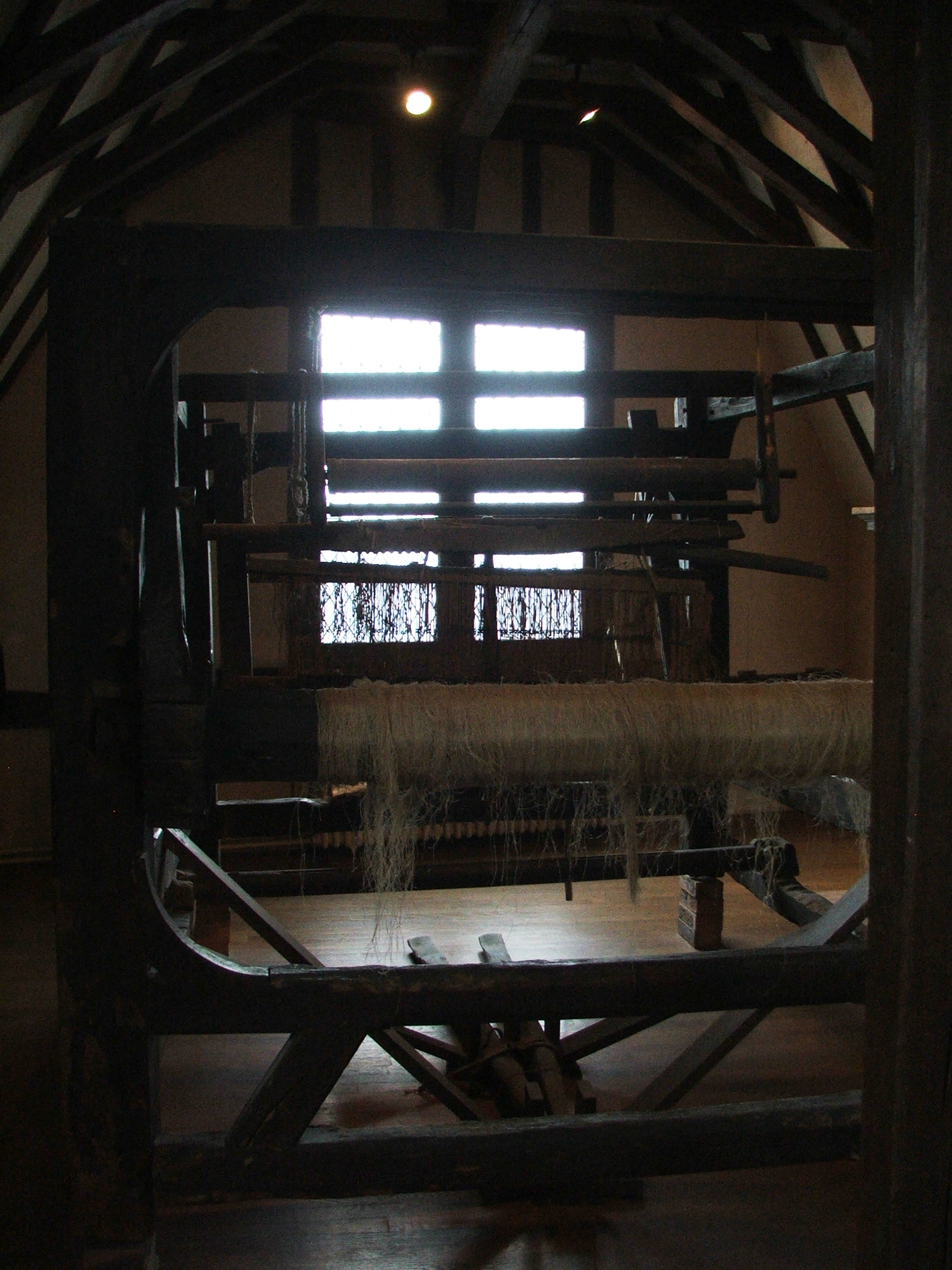
Le ligron ou métier à tisser

Le musée s'est efforcé de regrouper divers objets caractéristiques du mobilier sarthois du XIXe siècle. Le dernier étage est réservé à la travailleuse de fil, conservée en état parfait. La reconstitution ethnographique ne se veut pas précise mais évocatrice. L'artisanat du bois occupe une place importante expliquée par la grande présence de forêts dans la région du Maine : Bercé, Perseigne, Vibraye. On trouve ainsi d'anciens sabots, des parapluies ou de la boissellerie et de la tonnellerie. Une création reste typiquement sarthoise : le basset, petite armoire d'environ 1,20 m de haut. Outre le mobilier dix-neuvièmiste, on trouve une pièce conservée dans le style Louis XV à laquelle sont adjointes quelques pièces de style directoire. Dans la « chambre à feu » typique du Maine, on trouve de manière quasi systématique le buffet deux corps et le fameux basset. Finalement, le décor est discret, traité en marqueterie ou en faible relief. Le « style du Maine » est proche du normand mais moins exubérant avec seulement quelques rosaces, des rameaux ou des guirlandes sveltes décorant les corbeilles.
Parmi les objets du musée, se trouvait particulièrement : des maies en chêne de la fin du XVIIIe, des buffets deux-corps en chêne de la même époque, des armoires à deux portes et buffets deux-corps créés vers 1850 mais possédant un style composite Louis XV et Directoire.

#### La visite moderne par étages
Au premier étage, se trouvait la salle des étains. Il s’agit d’objets médicaux, religieux ou civils. Les céramiques de Ligron sont également présentes. Parmi les céramiques se trouvent celles de Pierre Innocent Guimonneau, chirurgien de son état. Sur ces objets, étaient représentés les habitants de son village, dans des scènes de vie quotidienne.
Au deuxième étage, étaient exposées de nombreuses photographies et peintures du Mans, datant le plus souvent du XIXe siècle. 
À cet étage, une salle est consacrée au monde du travail, et surtout à dominante rurale, dans les champs et usines sarthoises. 
Au troisième et dernier étage, on pouvait découvrir une riche collection d’épis de faitage de Ligron. Cet objet était destiné à recouvrir le poinçon d'une charpente dépassant d’un toit, afin de garantir son étanchéité. Il est formé d’un bulbe et d’une pointe ou bien de plusieurs éléments emboités. Dans le Maine, ces épis étaient en terre cuite. Rapidement, ces objets sont devenus décoratifs, synonymes de pouvoir et de richesse. Ils ont aujourd’hui complètement disparu.
Quand un grand photographe rencontre l'oeuvre d'un humble potier sarthois
Explorant vers 1970 les musées de province avec un certain Jacques Dubois, Robert Doisneau y découvrit ce qu'il appela "le petit tintamarre ocre et vert des pots de Thuylant (il s'agit de Louis Léopold Thuilant (1862-1916), potier à  Prévelles) pichets ventrus ceinturés d'un bas-relief représentant les gestes professionnels et les outils  de ceux à qui ils étaient destinés. Trente pots, trente citoyens d'un village au travail. Sur l'anse parfois une signature : Thuylant fils 1886. Tout concourait à rendre irrésistible le désir de révéler aux foules ignares le travail de ce Douanier Rousseau de la poterie" (A l'imparfait du subjonctif - Souvenirs et portraits,  Belfond, p. 167); ses photos illustrèrent un article publié dans "Connaissance des Arts" en 1973.